# Panzer IX/Panzer X

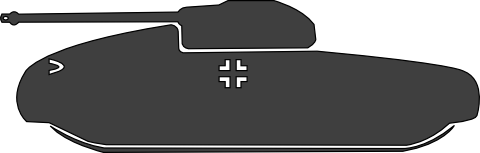
Pz Kpfw IX d'après la revue Signal.

Les Panzer IX et X étaient des concepts de chars à la forme arrondie développés seulement au stade du dessin d'artiste, pendant la Seconde Guerre mondiale.
Leurs dessins ont été imprimés dans le magazine allemand Signal sans que leur construction ne soit prévue.
La publication de tels dessins dans un journal allemand devait remonter le moral des allemands et occuper les espions alliés sur des sujets fictifs.
Sa masse de 193 tonnes lui aurait donné des problèmes de mobilité dû aux moteurs trop peu puissants de l'époque pour un engin aussi lourd.
Le schéma posté dans le journal étant vague, il est difficile de trouver des images ou modélisations précises de ces tanks.